# George Washington Steele

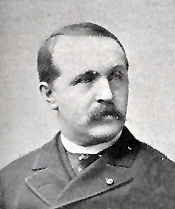
George Washington Steele

George Washington Steele (* 13. Dezember 1839 bei Connersville, Fayette County, Indiana; † 12. Juli 1922 in Marion, Indiana) war ein US-amerikanischer Politiker und der erste Gouverneur des Oklahoma-Territoriums. Außerdem vertrat er den Staat Indiana im US-Repräsentantenhaus.  

## Leben
Steele studierte an der Ohio Wesleyan University Rechtswissenschaften. Mit 20 Jahren begann er eine Ausbildung im Büro seines Vaters in Hartford City, Indiana zum Anwalt. Er war gerade damit fertig, als der Bürgerkrieg ausbrach. Er trat im Mai 1861 der Freiwilligenarmee bei und brachte es bis zum Leutnant. Nach dem Ende des Krieges trat er für zehn Jahre vom 23. Februar 1866 bis zum 1. Februar 1876 in die reguläre Armee ein. Danach wechselte er in die Landwirtschaft und ins Bankwesen.

## Politische Laufbahn
Seine politische Laufbahn begann mit der Wahl in den Gemeinderat 1880 und dreimaliger Wiederwahl. Er vertrat als Abgeordneter der Republikaner vom 4. März 1881 bis zum 3. März 1889 sowie vom 4. März 1895 bis zum 3. März 1903 einen Wahlkreis des Bundesstaates Indiana im Repräsentantenhaus der Vereinigten Staaten. Von 1890 bis 1891 war er der erste Gouverneur des Oklahomaterritoriums. 1894 bekleidete er wieder sein Amt als Stadtrat in Indiana, in dem er noch zweimal bestätigt wurde.